# 切爾沃納波利亞納 (康斯坦丁尼夫卡市鎮)
46°48′7″N 33°50′11″E / 46.80194°N 33.83639°E
切爾沃納波利亞納（烏克蘭語：Червона Поляна）是位於烏克蘭南部的村莊，由赫爾松州卡霍夫卡區的康斯坦丁尼夫卡市鎮負責管轄。該村始建於1921年，面積29.5平方公里，海拔高度51米，2001年人口698，人口密度每平方公里23.7人。